# Quetiapină
Quetiapina, vândută sub numele de marcă Seroquel, printre altele, este un antipsihotic atipic utilizat pentru tratamentul schizofreniei, tulburării bipolare și tulburării depresive majore. Este, de asemenea, utilizat ca ajutor pentru somn datorită efectului sedativ, dar această utilizare nu este recomandată. Este administrat oral.
Efecte secundare comune includ somnolență, constipație, creștere în greutate și gura uscată. Alte efecte secundare includ tensiune arterială scăzută în picioare, convulsii, erecție prelungită, hiperglicemie, diskinezie tardivă și sindrom neuroleptic malign. La persoanele în vârstă care suferă de demență, utilizarea sa crește riscul de deces. Utilizarea în al treilea trimestru de sarcină poate duce la o tulburare a mișcării pentru copil pentru un timp după naștere. Se crede că quetiapina funcționează prin blocarea unui număr de receptori, inclusiv cei ai serotoninei și dopaminei.
Quetiapina a fost creată în 1985 și aprobată pentru uz medical în Statele Unite în 1997. Este disponibilă ca medicament generic. În Statele Unite, costul en-gros este de aproximativ US$12 pe lună în 2017. În Regatul Unit, o lună de aprovizionare costă NHS aproximativ GB£60 în 2017. În 2016, a fost al 86-lea cel mai prescris medicament din Statele Unite, cu peste 8 milioane de rețete.

## Utilizare medicală

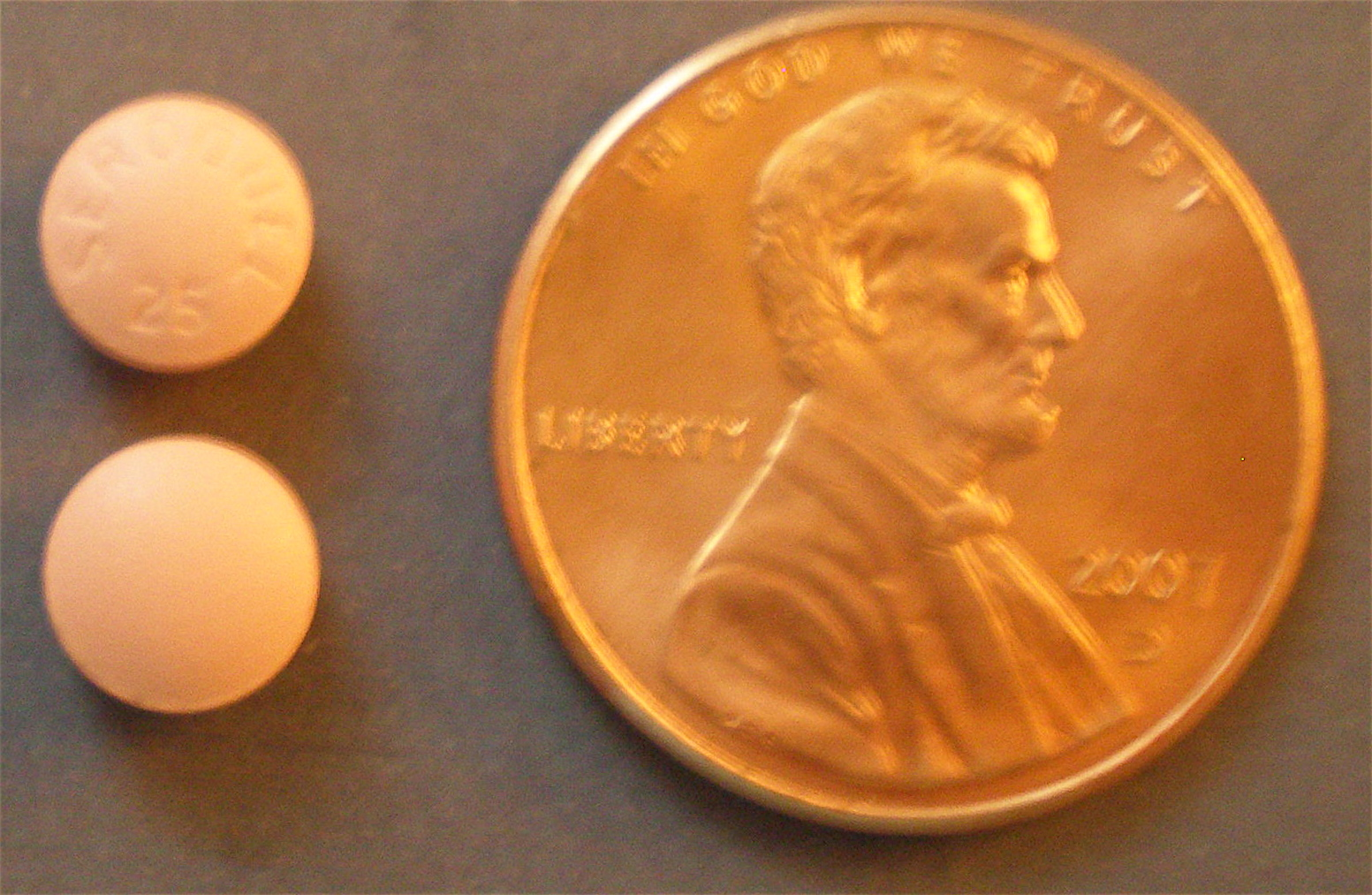
Comprimate de quetiapină (Seroquel) de 25 mg lângă o monedă de un cent american pentru comparație.

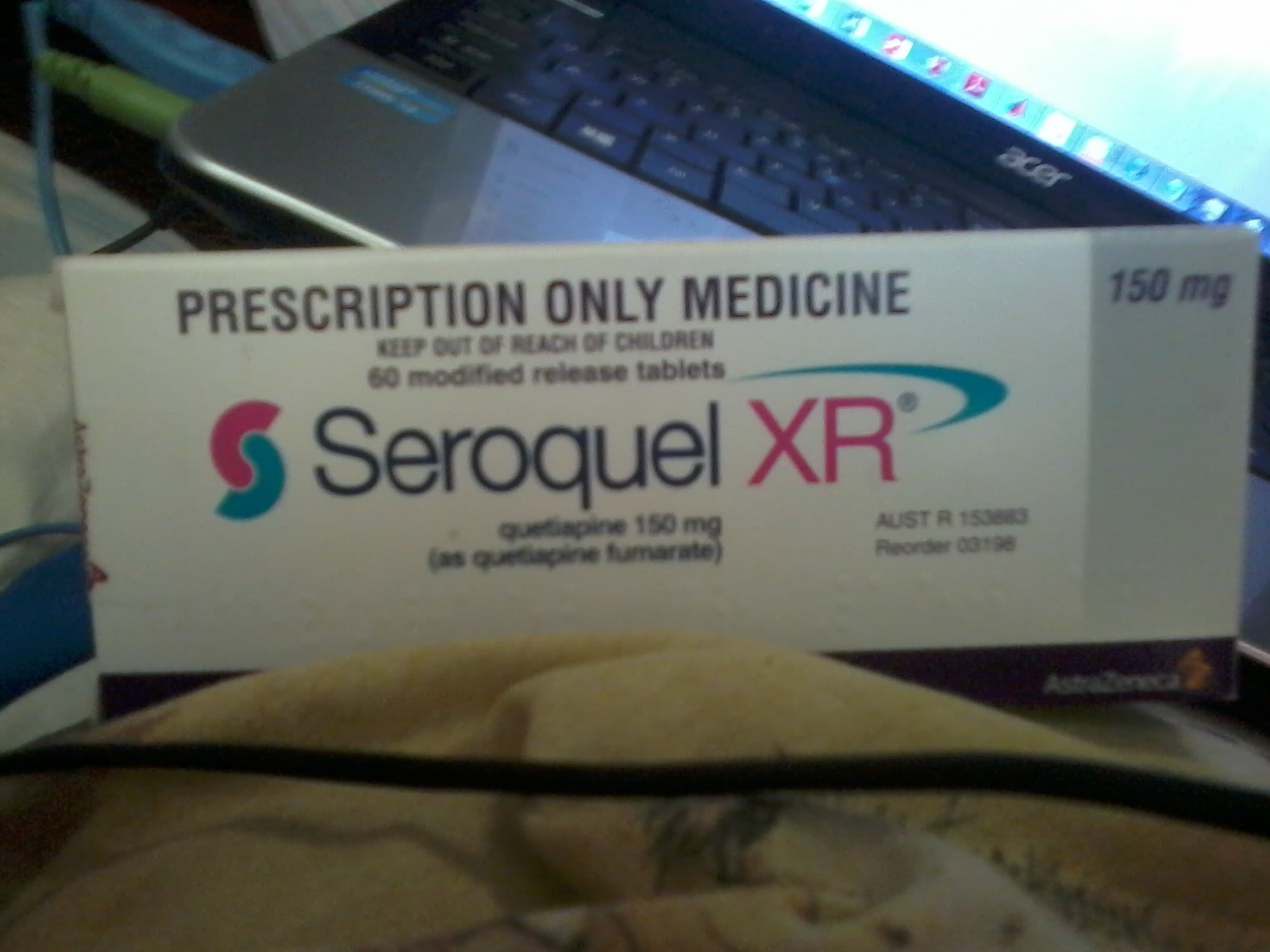
Cutie de comprimate Seroquel XR 150 mg.

Quetiapina este utilizată în principal pentru a trata schizofrenia sau tulburarea bipolară. Quitapina tratează simptomele atât pozitive, cât și negative ale schizofreniei.

### Schizofrenie
În 2013, un studiu comparativ a 15 antipsihotice folosite în tratarea schizofreniei, quetiapina a rezultat în eficacitate standard. A fost cu 13-16% mai eficientă decât ziprasidonă, clorpromazină, și asenapină și aproximativ la fel de eficientă ca haloperidol și aripiprazol.
O analiză Cochrane care a comparat quetiapina cu alte antipsihotice atipice a concluzionat provizoriu că aceasta poate fi mai puțin eficace decât olanzapina și risperidona, produce mai puține efecte secundare legate de mișcare decât paliperidona, aripiprazolul, ziprasidona, risperidona și olanzapina și duce la creștere în greutate similar cu risperidona, clozapina și aripiprazol. Autorii au ajuns la concluzia că este comparabilă cu antipsihoticele de primă generație cu privire la tentative de sinucidere, sinucidere, moarte, prelungirea intervalului QTc, tensiune arterială scăzută, tahicardie, sedare, ginecomastie, galactoree, neregularități menstruale și în numărul de celule albe din sânge.

### Tulburare bipolară
La cei cu tulburare bipolară, quetiapina este utilizată pentru a trata episoadele depresive, episoadele maniacale acute asociate cu tulburarea bipolară I (fie ca monoterapie sau terapie adjuvantă pentru litiu, valproat sau lamotrigină) și continuarea tratamentului tulburării bipolare I (ca terapie adjuvantă pentru litiu sau divalproex).

### Boala Alzheimer
Quetiapina nu scade agitația în rândul persoanelor cu Alzheimer. Quetiapina înrăutățește funcționarea intelectuală la persoanele în vârstă cu demență și, prin urmare, nu este recomandată.

### Tulburarea depresivă majoră
Quetiapina este eficace în monoterapie, dar este adesea utilizată în asociere cu alte antidepresive pentru tratamentul tulburării depresive majore (TMD). În România, ANMDM recomandă utilizarea sa ca adjuvant al episoadelor depresive majore la pacienții cu tulburare depresivă majoră, care nu au răspuns optim la monoterapia cu antidepresiv. Principalul său dezavantaj este că poate produce somnolență.

## Efecte adverse
Surse de listele de incidență:
Efecte adverse foarte frecvente (incidența >10%)
- Gură uscată
- Amețeli
- Dureri de cap
- Somnolență (moleșeală; dintre 15 antipsihotice, quetiapina este al cincilea cel mai sedant medicament. Formulările cu eliberare prelungită (XR) au un efect sedativ mai mic decât formulări cu eliberare imediată)[18]

Efecte adverse frecvente (1-10% incidență)
- Hipertensiune
- Hipotensiune ortostatică
- Tahicardie
- Hipercolesterolemie
- Trigliceride serice crescute
- Dureri abdominale
- Constipare
- Apetit crescut
- Vomitare
- Enzime hepatice crescute
- Dureri de spate
- Astenie
- Insomnie
- Letargie
- Tremur
- Agitație
- Congestie nazală
- Faringitiă
- Oboseală
- Dureri
- Dispepsie
- Edem periferic
- Disfagie

Efecte adverse rare (incidența <1%)
- Interval QT prelungit[18]
- Infarct
- Sincopă
- Ketoacidoză diabetică
- Sindromul piciorului neliniștit
- Hiponatremie
- Icter
- Pancreatită
- Agranulocitoză
- Leucopenie
- Neutropenie
- Eosinofilie
- Anafilaxie
- Criză epileptică
- Hipotiroidism
- Miocardită
- Cardiomiopatie
- Hepatită
- Suicid
- Priapism
- Sindrom Stevens-Johnson

- Sindrom neuroleptic malign, o formă rară și cu potențial de complicație fatală a tratamentului cu medicamente antipsihotice. Acesta este caracterizat prin următoarele simptome: tremor, rigiditate musculară, hipertermie, tahicardie, modificări ale statusului mental (de exemplu, confuzie) etc.
- Diskinezie tardivă. O afecțiune neurologică rară și de multe ori ireversibilă caracterizată prin mișcări involuntare ale feței, limbii, buzelor și restul corpului. Cel mai frecvent apare după tratamentul prelungit cu medicamente antipsihotice. Acesta este considerat a fi deosebit de neobișnuit în cazul antipsihoticelor atipice, mai ales quetiapină și clozapină[24][27].

### Întrerupere
Quetiapina trebuie întreruptă treptat, în urma unei analize atente a medicului, pentru a evita simptomele de sevraj sau recidivă.

### Sarcină și alăptare
Expunerea placentei este cea mai redusă pentru quetiapină comparativ cu alte antipsihotice atipice. Dovezile sunt insuficiente pentru a exclude orice risc pentru făt, dar datele disponibile sugerează că este puțin probabil să rezulte malformații fetale majore. Medicamentul este secretat în laptele matern și, prin urmare, mamele care sunt tratate cu quetiapină sunt sfătuite să nu alăpteze.

## Supradoză

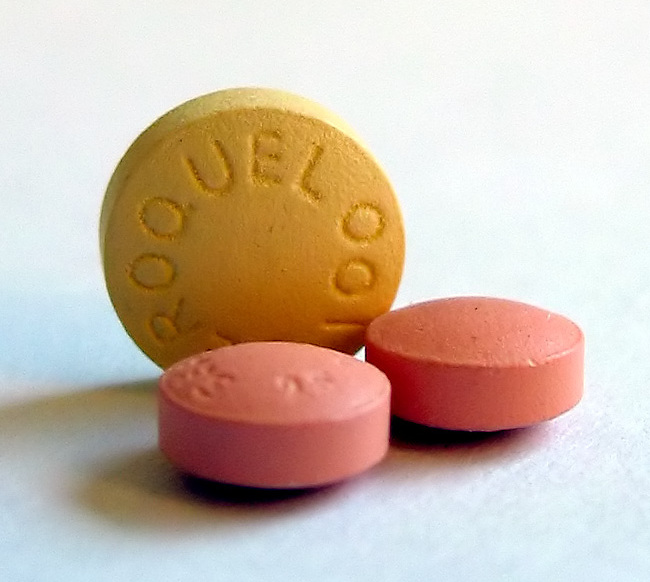
Tablete de Seroquel (care conțin quetiapină), 100 și 25mg

Cele mai multe cazuri de supradoză acută rezultă în doar sedare, hipotensiune arterială și tahicardie, deși se întâmplă ca la adulți să survină și aritmii cardiace, comă și deces. Concentrațiile de quediapină din ser sau plasmă sunt de obicei de 1-10 mg/L în cazul supraviețuitorilor supradozei, în timp ce nivelurile sanguine post-mortem sunt de 10-25 mg/L în cazurile fatale. Nivelurile non-toxice în analize de sânge post-mortem pot ajunge până la 0,8 mg/kg, dar pot începe de la 0,35 mg/kg.

## Chimie
Quetiapina este un compus tetraciclic și este similară din punct de vedere structural de clozapină, olanzapină, loxapină și alte tetraciclice antipsihotice.

### Sinteză
Sinteza de quetiapină începe cu o dibenzotiazepinonă. Lactama este întâi tratată cu clorură de fosforil pentru a produce o dibenzotiazepină. O substituție nucleofilă este folosită apoi pentru a introduce catena laterală.